# Freakonomi
Freakonomi: en uortodoks nationaløkonom udforsker den skjulte side af alt (engelsk: Freakonomics: A Rogue Economist Explores the Hidden Side of Everything) er en bog fra 2005 om økonomiske problemstillinger af økonomen Steven D. Levitt og journalisten Stephen J. Dubner. Titlen er på engelsk en sproglig sammentrækning af freak (original) og economics (økonomi).
Bogen er baseret på en række fagartikler af Levitt, som er gjort mere læsevenlige og sammenhængende. De enkelte artikler er ofte fremkommet ved analyse af data, som få andre har tænkt på at anvende til større analyser, ligesom fænomener fra forskellige felter sammenstilles. Bogens enkelte kapitler har hvert sit tema:
1. Fælles egenskaber ved skolelærere og sumobrydere? De snyder.
2. Ku Klux Klan og ejendomsmæglere? De leverer begge ydelser, som aftagerne ikke kan vurdere kvaliteten af, og agerer ikke (altid) i aftagerens interesse.
3. Hvorfor bor narkohandlere hos deres mødre? Fordi de ligesom mindre kendte fodboldspillere tjener for lidt til at have andre muligheder.
4. Hvor blev de kriminelle af? Kriminaliteten er reelt faldet som følge af indførelse af fri abort.
5. Hvorledes bliver man en perfekt forælder?
6. Hvilke navne gavner ens børn?